# 图兰朵：魔咒缘起
《图兰朵：魔咒缘起》（英語：The Curse of Turandot）是2021年中国大陆奇幻爱情片，改编自小说《三色镯》，导演郑晓龙，主演关晓彤、迪伦·斯普罗斯、胡军、林思意、王嘉、邹兆龙，姜文友情出演，苏菲·玛索、文森特·佩雷斯特别出演。

## 剧情
大汗国派兵出征，军队意外带回小国王后（苏菲·玛索饰）祖传的三色镯，大汗之女图兰朵不幸被魔咒附身，一个侵蚀帝国上下的魔咒由此开启。

## 演员
- 关晓彤 出演 图兰朵，大汗国公主
- 迪伦·斯普罗斯 出演 卡拉夫，孤儿
- 胡军 出演 泊炎将军
- 林思意 出演 柳儿
- 王嘉 出演 乌通王子
- 邹兆龙 出演 周大
- 乌兰托雅·朵 出演 小图兰朵公主
- 姜文 出演 大汗，图兰朵父王
- 苏菲·玛索 出演 马尔维亚王后
- 文森特·佩雷斯 出演 马尔维亚国王